# Henry Benedict Medlicott
Henry Benedict Medlicott (Condado de Galway, Irlanda, 3 de agosto de 1829 — 6 de abril de 1905) foi um geólogo britânico de origem irlandesa. Foi laureado com a medalha Wollaston de 1888, concedida pela Sociedade Geológica de Londres.

## Carreira na Índia
A partir de 15 de agosto de 1854, ele trabalhou em Roorkee, fazendo viagens com Oldham. Casou-se com Louisa, filha do reverendo Daniel Henry Maunsell, em Landour, perto de Mussoorie, em 27 de outubro de 1857. Em 1857, serviu como voluntário na guarnição de Roorkee contra os amotinados e recebeu a Indian Mutiny Medal por serviço especial. Enquanto em Roorkee, ele estudou partes do Vale Narmada e Bundelkhand (em 1854-55, 1856-57). Ele trabalhou na geologia do Baixo Himalaia e dos leitos Siwalik.

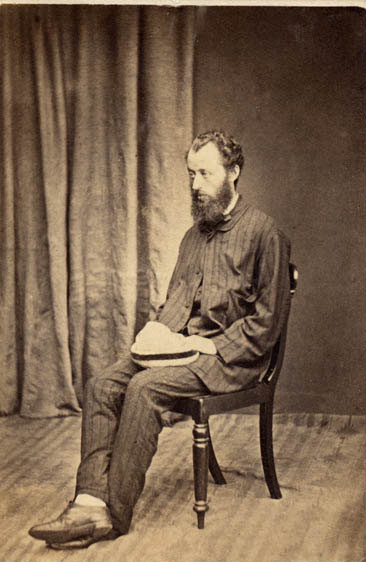

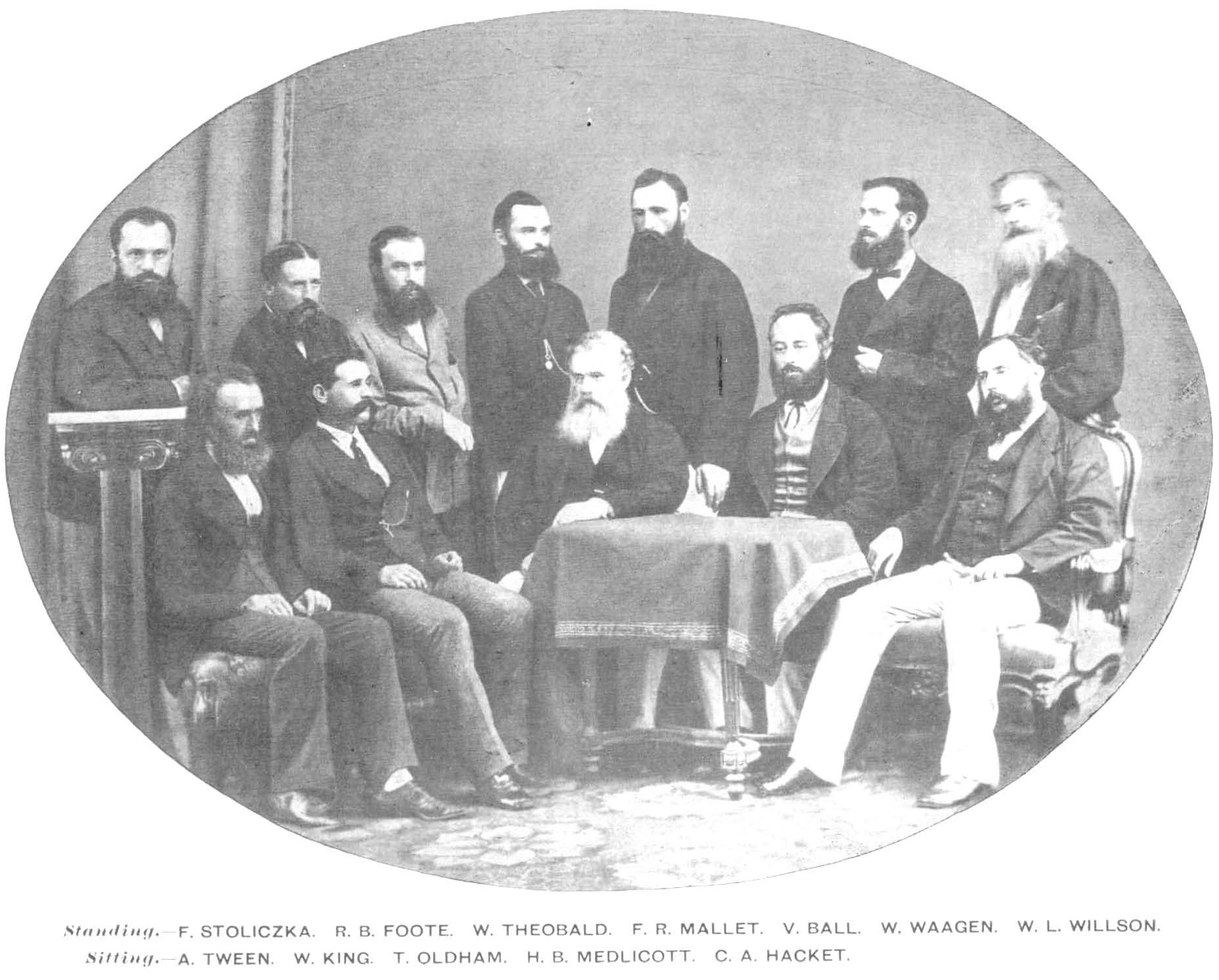
Membros do Serviço Geológico da Índia, 1870: F. Stoliczka, R. B. Foote, W. Theobald, F. R. Mallet, V. Ball, W. Waagen, W. L. Willson (em pé); A. Tween, W. King, T. Oldham, H. B. Medlicott, C. A. Hackett (sentado)

Junto com seu irmão Joseph G. Medlicott, ele foi capaz de determinar a separação da região cambriana de Vindhyan do Gondwana. Mais tarde, ele trabalhou em várias partes do país, como South Rewa, Bihar, Assam, Khasi Hills, Rajputana, Caxemira, as cordilheiras de Satpura e as Colinas Garo. Em 1º de abril de 1876, ele sucedeu ao Dr. Oldham como chefe do Departamento de Geologia e foi colocado em Calcutá. O cargo foi mudado de Superintendente para Diretor em 1885. Medlicott começou a se isolar da vida social e passou a viver uma vida ascética, andando descalço e editando papéis. Ele escreveu o Manual de Geologia da Índia com William Thomas Blanford em 1879 e editou trabalhos na Paleontologica Indica. Seu estilo de escrita era considerado intemperante por seus contemporâneos, mas ele iniciou uma política para permitir que seus subordinados expressassem livremente na mídia impressa, um movimento que causou ressentimento entre a equipe. Ele era hostil à promoção de geólogos indígenas nativos. Ele se aposentou em abril de 1887 e viveu em Clifton Bristol, onde continuou a pesquisar seus interesses em filosofia e teologia. Ele morreu em 6 de abril de 1905, deixando para trás sua esposa, dois filhos e duas filhas. Ele é creditado por ter sugerido o nome Gondwana. Ele usou o termo para descrever a estratigrafia de uma formação predominantemente Permiana na Índia. O geólogo Edward Suess observou a ampla flora fóssil de Glossopteris e chamou todas as regiões de "Terra Gondwana" e incluiu Índia, Madagascar e, mas não a Austrália.
Foi eleito Fellow da Royal Society em 1877 e ganhou a Medalha Wollaston da Geological Society em 1888. Foi Fellow da Universidade de Calcutá e, de 1879 a 1881, foi presidente da Asiatic Society of Bengal. Seu obituarista e colega Blanford (que morreu no mesmo ano) observou que ele nunca usou "FRS" após seu nome em nenhuma publicação.

## Obras
- "Manual of the Geology of India" (1879) com William Thomas Blanford (1879) Volume 1 Volume 2